# Konungens af Siam landstigning vid Logårdstrappan
Konungens af Siam landstigning vid Logårdstrappan je švédský němý film z roku 1897. Režisérem je Ernest Florman (1862–1952). Film je považován za první zcela švédský film. Film měl premiéru 19. července 1897 ve Stockholmu.

## Děj
Film zachycuje příjezd lodi se siamským králem Chulalongkornem, který se 13. července 1897 účastní výstavy umění a průmyslu ve Stockholmu. Je přivítán dvěma polibky králem Oskarem II.